# Tussendoor
Tussendoor is een lied van het Nederlandse muziekduo Acda en De Munnik. Het werd in 2023 als single uitgebracht en stond in hetzelfde jaar als derde track op het album AEDM.

## Achtergrond
Tussendoor is geschreven door Arno Krabman, David Middelhoff, Paul de Munnik, Thomas Acda en Vincent van den Ende en geproduceerd door Arno Krabman. Het is een lied dat past in het genre nederpop. In het lied zingen de artiesten over het combineren van werk en hun persoonlijke leven. In het lied komt naar voren dat het voor de artiesten soms lastig kan zijn om de juiste balans te vinden.
De single volgde op Morgen wordt fantastisch, dat de comeback van het duo betekende na een afwezigheid van tien jaar. Daarnaast was het de tweede single van het album AEDM.

## Hitnoteringen
Het duo had weinig succes met het lied in de Nederlandse hitlijsten. Er was geen notering in de Single Top 100 en ook de Top 40 werd niet bereikt. Bij laatstgenoemde was er wel de zesde positie in de Tipparade.